# 小樽商科大學
小樽商科大学（日语：小樽商科大学，官方英译：Otaru University of Commerce），是一所位于日本北海道小樽市的国立大学。建立于1949年。

## 大学概要
小樽商科大学位于日本北海道小樽市，建立于1949年。其前身为1910年设立的小樽商业高校（1944年改为小樽经济专门学校）。设有全日制和非全日制课程，是国立大学中唯一的一所社会科学系单科大学。与神户大学，大阪市立大学，一桥大学等三所旧商大关系密切。

## 沿革
- 1910年　小樽高等商业学校设立
- 1944年　改名为小樽经济专门学校
- 1949年　小樽商科大学设立（商学部）
- 1952年　开设短期大学部
- 1954年　开设专业科（经理经营学专业）
- 1965年　增设管理科学科
- 1971年　开设研究生院硕士课程（商学研究科），废止专业科
- 1991年　商学部全学科以及短期大学部改组。商学科改成经济学科，商学科，企业法学科，社会情报学科等四学科。
- 1996年　废止短期大学部
- 1997年　在札幌市中央区（北海道经济中心大楼）设置札幌校区
- 2004年　废止商业教师培养课程
- 2004年　研究生院增设MBA专业
- 2005年　札幌校区搬到札幌西站口（札幌55大楼）

## 教育和研究
- 大學部
  - 商学部 
    - 经济学科
    - 商学科
    - 企业法学科
    - 社会情报学科
- 研究所
  - 商學研究科
    - 现代商学专攻（博士前、後期课程）
    - 企業管理專攻（MBA）
- 附属机关
  - 附属图书馆
  - 語言中心（言語センター）
  - 创业中心（ビジネス創造センター）
  - 处理中心（情報処理センター）
  - 国际交流中心
  - 保健管理中心
  - 教育开发中心
  - 全球在地化戰略推進中心（グローカル戦略推進センター）

## 国际交流
- 新西兰
  - 奥塔哥大学[1]（1992年11月21日）
- - 忠南大学校（1993年12月3日）
  - 成均馆大学校（2008年2月4日）
- - 卧龙岗大学（1994年2月16日）
- 美国
  - 西密歇根大学（1994年3月1日）
  - 奥格尔索普大学（2001年1月1日）
  - 南达科达州立大学（2001年2月14日）
  - 穆伦堡学院（2001年2月17日）
- 中国
  - 东北财经大学（1996年3月1日）
  - 兰州大学（1999年10月5日）
- 德国
  - 拜罗伊特大学（1998年5月26日）
  - 柏林经济與法律应用科学大学（2002年3月20日）
- 俄羅斯
  - 俄罗斯极东联邦综合大学（1999年12月15日）
  - 萨哈林国立大学（2013年3月21日）
- 法國
  - 艾克斯-马赛大学（1999年4月1日）
- 奥地利
  - 维也纳经济大学（2000年1月17日）
- 英国
  - 谢菲尔德大学（2001年3月2日）
- 冰島
  - 毕夫柔斯特商业专科学校（2002年3月11日）
- 西班牙
  - 布尔戈斯大学（2002年3月12日）
- 越南
  - 越南国家大学，胡志明市（2008年4月25日）
- 臺灣
  - 國立臺北商業大學（2019年12月19日）
- 芬兰
  - 奥卢应用科学大学（2008年4月25日）

## 著名的校友
- 石川哲郎 - 雪印乳业原社长
- 小林多喜二 - 作家、小樽高等商业学校毕业
- 伊藤整 - 作家、小樽高等商业学校毕业
- 菊池正平 - 北海道中央汽车公司社长
- 佐佐木宪昭 - 日本共产党众议院议员